# Pôle d'équilibre territorial et rural de l'Alsace du Nord
Le Pôle d'équilibre territorial et rural de l'Alsace du Nord était un pays (au sens de l'aménagement du territoire) centré sur l'unité urbaine d'Haguenau. C'est maintenant un PETR (amputé du PETR de la  Bande Rhénane Nord, qui forme une entité à part entière).

## Ancien pays
Le pays de l'Alsace du Nord constitue la quatrième agglomération d'Alsace en nombre d'habitants derrière Strasbourg, Mulhouse et Colmar. Il était porté par l'Association pour le Développement de l'Alsace du Nord (ADEAN). Il compte près de 230 000 habitants répartis au sein de 144 communes. Il regroupait les entités suivantes :
- Communauté de communes de la région de Brumath
- Communauté de communes de la Basse Zorn
- Communauté de communes de Gambsheim-Kilstett
- Communauté de communes de Bischwiller et environs
- Communauté de communes de l'Espace Rhénan
- Communauté de communes Rhin-Moder
- Communauté de communes de l'Uffried
- Communauté de communes de la plaine de la Sauer et du Seltzbach
- Communauté de communes de la Lauter
- Communauté de communes du Pays de Wissembourg
- Communauté de communes Sauer-Pechelbronn
- Communauté de communes du Pays de Niederbronn-les-Bains
- Communauté de communes du Val de Moder
- Communauté de communes au Carrefour des Trois Croix
- Communauté de communes de la région de Haguenau
- Communauté de communes du Hattgau et environs
- Communauté de communes du Soultzerland

## Pôle d'équilibre territorial et rural
Dorénavant, il s'agit d'un pôle d'équilibre territorial et rural (PETR) comprenant les établissements publics de coopération intercommunale suivants :
- Communauté d'agglomération de Haguenau
- Communauté de communes de la Basse Zorn
- Communauté de communes du Pays de Wissembourg
- Communauté de communes de l'Outre-Forêt
- Communauté de communes Sauer-Pechelbronn
- Communauté de communes du Pays de Niederbronn-les-Bains

## Projets

### Mobilités
Le PETR d'Alsace du Nord entend développer le covoiturage, en particulier entre domicile et travail, grâce à l'app de Klaxit.
Le service express régional métropolitain (SERM) qu'est le REME oublie en grand partie le Nord de l'Alsace, que ce soit la Bande Rhénane Nord, ou le nord de Haguenau.